# Six Flags Over Georgia
Six Flags Over Georgia est un parc d'attractions de la société Six Flags, situé à Austell près d'Atlanta en Géorgie. C'est le second parc de la chaîne Six Flags, ouvert en 1967, après celui du Texas ouvert en 1961.
Avec les deux parcs Six Flags Over Texas et Six Flags St. Louis, ce sont les trois seuls parcs de la chaîne Six Flags à avoir été fondés par Angus G. Wynne. De plus ce sont les seuls à porter depuis leurs ouvertures le préfixe « Six Flags », les autres parcs ayant la plupart du temps été simplement rachetés. 
Comme les autres parcs de la chaîne, le parc propose des personnages de la bibliothèque Warner Bros., principalement les Looney Tunes et La Ligue des justiciers de DC Comics.

## Historique
Après le succès du premier parc Six Flags à Arlington au Texas, son fondateur, Angus Wynne recherche un site pour un second parc. Il se décida pour une parcelle de terrain située le long de la rivière Chattahoochee juste à l'ouest de la ville d'Atlanta. Les travaux de conception débutèrent en 1963. À l'ouverture du parc d'Atlanta en 1967, la société Six Flags fut le premier opérateur américain de parcs d'attractions à posséder deux parcs. Toutefois à l'époque plusieurs parcs possédaient des noms semblables et populaires comme Riverview Park ou Luna Park, mais c'était leur seul lien. Dans le cas de Six Flags, ce fut la première fois qu'une même société détenait deux parcs. Cette nouveauté fut rapidement reprise et par exemple dès 1971, la société Disney proposa elle aussi deux parcs.
À l'image du parc texan, le plan et la thématique de Six Flags Over Georgia fut inspirée par les six drapeaux qui volèrent au-dessus de l'État durant son histoire  : France, Espagne, Royaume-Uni, la Géorgie, les États confédérés d'Amérique et les États-Unis. Le drapeau français peut être contesté en raison de la très faible présence française en Géorgie ; de plus on peut rappeler que la Géorgie ne fut jamais un État souverain. Toutefois la licence poétique de l'intention du nom peut être considérée comme valable. De toute façon, la plupart des thèmes historiques ont été au fil des années remplacés par des thèmes de dessins animés ou des super-héros.
Le parc à l'origine n'était pas exactement une propriété de la société Six Flags Theme Parks. Par un arrangement similaire à celui de Six Flags Over Texas, le parc était détenu par un groupe limité d'approximativement 120 partenaires, dont des proches d'Angus G. Wynn et géré par la société. Ce système mena à la vente des parcs à Premiers Parks qui se rebaptisa Six Flags Inc.

### Chronologie des attractions
- 1967 : ouverture le 7 juin avec les attractions suivantes : Casa Loco, (palais du rire) Log Jamboree (rivière rapide), Jean Ribaut's Adventure, Six Flags Railroad, Happy Motoring Freeway, deux Satellite (Trabant), Dahlonega Mine Train, Tales of the Okefenokee et Hanson cars.
- 1968 : ajout de la zone Lickskillet avec Spindletop (rotor ride), Wheel Barrow (double grande roue), plusieurs boutiques d'artisanat et un spectacle de cowboys. Ouverture de Sky Buckets, The Horror Cave (maison hantée) dans le fort espagnol (ancienne Casa Loco) ; déplacement de Casa Loco en dehors du Fort espagnol et renommé Casa Magnetica. Doublement de Log Jamboree.
- 1969 : ouverture de Sky Hook dans la section USA, déménagée de Six Flags over Texas.
- 1972 : Le Riverview Carrousel déplacé depuis le Riverview Park de Chicago et placé dans la zone dénommée Carrousel Hill.
- 1973 : ajout de la zone Cotton States Exposition avec The Great American Scream Machine.
- 1976 : ouverture de Great Gasp ; fermeture de Happy Motoring Freeway.
- 1977 : ouverture de Wheelie.
- 1978 : ouverture de Mind Bender.
- 1979 : ouverture de Highland Swings.
- 1980 : ajout de la zone Jolly Roger's Island, thématisée sur les pirates avec The Flying Dutchman.
- 1981 : The Tales of the Okefenokee rénové et rebaptisé The Monster Plantation ; fermeture de Jean Ribaut's Adventure.
- 1982 : ouverture de Thunder River, construit par Intamin à l'endroit occupé par Jean Ribaut's Adventure.
- 1983 : ouverture de Free Fall (haut de 10 étages, construite par Intalin et fermée en 2007)
- 1984 : ouverture de The Great Six Flags Air Racer dans la zone britannique (attraction comprenant une tour de 41 m avec des avions emmenant les passagers à 30 mètres et 56 km/h).
- 1985 : ouverture temporaire de Looping Starship (attraction fermée à la fin de la saison en raison d'un principe de partage avec les autres parcs Six Flags).
- 1986 : ouverture de SplaswWater Falls, une attraction dans le style des Shoot the Chute.
- 1987 : 20e anniversaire du parc.
- 1988 : ouverture de Z-Force déménagée de Six Flags Great America.
- 1989 : réouverture Looping Starship (copie de l'originale vendue à un parc canadien)
- 1990 : ouverture de Georgia Cyclone ; déplacement de Hanson Cars (construit par Arrow Dynamics) sur Carrousel Hill ; fermeture de Z-Force (déménagé à Six Flags Magic Mountain)
- 1991 : ouverture de Ragin Rivers, une tour de toboggans aquatique, à la place d'un des parcours de Log Jamboree.
- 1992 : fête des 25 ans du parc ; ouverture de Ninja déménagé de Conkos Party Pier dans le New Jersey.
- 1993 : ouverture de l'Axis Arena (une salle pour des spectacles, à l'origine un spectacle de cascade sur Batman, puis des concerts.
- 1994 : Looney Tunes Land transformé en Bugs Bunny World (renommage de toutes les attractions mais fermeture de Road Runner Runaround).
- 1995 : ouverture de Viper (ancien Tidal Wave déménagé de Six Flags Great America) ; ajout de la Ultrazone à Jolly Rogers Island (salle avec un laser).
- 1997 : ouverture de Batman: The Ride. Transformation de Jolly Roger's Island en Gotham City (dont la mise ne peinture en vert et noir de Mind Bender pour prendre le thème de l'Homme-mystère ; fermeture de Highland Swings.
- 1998 : rénovation de l'entrée du parc qui devient la Promenade ; fermeture de l'entrée arrière du parc. Fermeture de Ragin Rivers.
- 1999 : ouverture de Georgia Scorcher et Goldtown Racers (à la place de l'ancienne entrée).
- 2000 : fermeture de The Great Six Flags Air Racer à la fin de la saison.
- 2001 : ouverture de Acrophobia, de Déjà Vu, de Deer Park Plunge (ancien second parcours de Log Jamboree) et de Tweety's Clubhouse (dans Bugs Bunny World) ; fermeture de Viper.
- 2002 : ouverture de Superman: Ultimate Flight ; l'attraction Viper reste démontée sur le parking des employés.
- 2003 : Viper déménagé à Six Flags Kentucky Kingdom et renommé Greazed Lightnin.
- 2004 : ouverture de plusieurs attractions familiales dont Wile E. Coyote's Grand Canyon Blaster.
- 2005 : ouverture de Skull Island, une zone de loisirs aquatique en forme de fort. Fermeture de Great Gasp et Looping Starship.
- 2006 : ouverture de Goliath ; Deer Park Plunge est renommé Log Jamboree. Fermeture de Free Fall.
- 2007 : célébration des 40 ans du parc, fermeture de Déjà Vu.

## Les attractions
Six Flags Over Georgia comme de nombreux parcs d'attractions s'enorgueillit de sa collection de montagnes russes. Avec l'ouverture de Goliath le 1er avril 2006, le parc est devenu le troisième parc à proposer quatre montagnes russes de la société Bolliger & Mabillard derrière Six Flags Great America et Six Flags Great Adventure. Six Flags Magic Mountain est le devenu quatrième cinq semaines plus tard avec Tatsu.
En dehors des montagnes russes, SIx Flags Over Georgia propose de nombreuses attractions à sensations et familiales. Deux attractions sont notables : 
- Acrophobia installée en 2001 est la première tour de chute sans sol
- The Riverview Carousel un des trois derniers carrousels à cinq rangées existant et inscrit au Registre national des lieux historiques.

### Montagnes russes actuelles
| Attraction                        | Type                                               | Constructeur                                             | Description | Ouverture         |
| --------------------------------- | -------------------------------------------------- | -------------------------------------------------------- | --- | ----------------- |
| Dahlonega Mine Train              | Train de la mine Montagnes russes assises en métal | Arrow Dynamics                                           | Le concept d'origine était avec une structure en bois supportant des rails tubulaires ; aujourd'hui la plupart du bois n'est qu'un décor.                                          | 1967              |
| The Great American Scream Machine | Montagnes russes en bois                           | Philadelphia Toboggan Company Conception : John C. Allen | Plus hautes et plus rapides montagnes russes au monde lors de leur ouverture avec 35 m et 91 km/h.                                                                                 | 1973 en avril     |
| The Riddler Mindbender            | Montagnes russes assises en métal                  | Anton Schwarzkopf                                        | Le parc déclarait qu'il s'agissait des premières montagnes russes à trois inversions mais en réalité la dernière "boucle" est une hélice qui ne provoque pas une réelle inversion. | 1978 le 31 mars   |
| Blue Hawk                         | Montagnes russes assises en métal                  | Vekoma                                                   | Provenant de Dinosaur Beach à Wildwood dans le New Jersey. | 1992 le 1er mars  |
| Batman: The Ride                  | Montagnes russes inversées                         | Bolliger & Mabillard                                     | Un des modèles de Batman : The Ride. | 1997 le 3 mai     |
| Georgia Gold Rusher               | Montagnes russes navette tournoyantes/Ultra Surf   | Intamin                                                  | Premier exemplaire au monde d'Ultra Surf | 2025 le 15 mars   |
| Georgia Scorcher                  | Montagnes russes debout                            | Bolliger & Mabillard                                     | | 1999 en mai       |
| Superman: Ultimate Flight         | Montagnes russes volantes                          | Bolliger & Mabillard                                     | Un de trois modèles de Superman: Ultimate Flight. | 2002 le 6 avril   |
| Joker Funhouse Coaster            | Montagnes russes assises en métal junior           | Chance Morgan                                            | Construit dans le fort espagnol. | 2004 en août      |
| Goliath                           | Hyper montagnes russes Méga montagnes russes       | Bolliger & Mabillard                                     | Aussi haut que SheiKra à Busch Gardens Tampa Bay. | 2006 le 1er avril |
| Dare Devil Dive                   | Euro-Fighter                                       | Gerstlauer                                               | | 2011 le 28 mai    |
| Twisted Cyclone                   | Montagnes russes hybrides                          | Rocky Mountain Construction                              | Georgia Cyclone reconverti avec des rails en acier | 2018 le 25 mai    |
| Kid Flash Cosmic Coaster          | Montagnes russes single-rail duel                  | Skyline Attractions                                      | | 2023              |

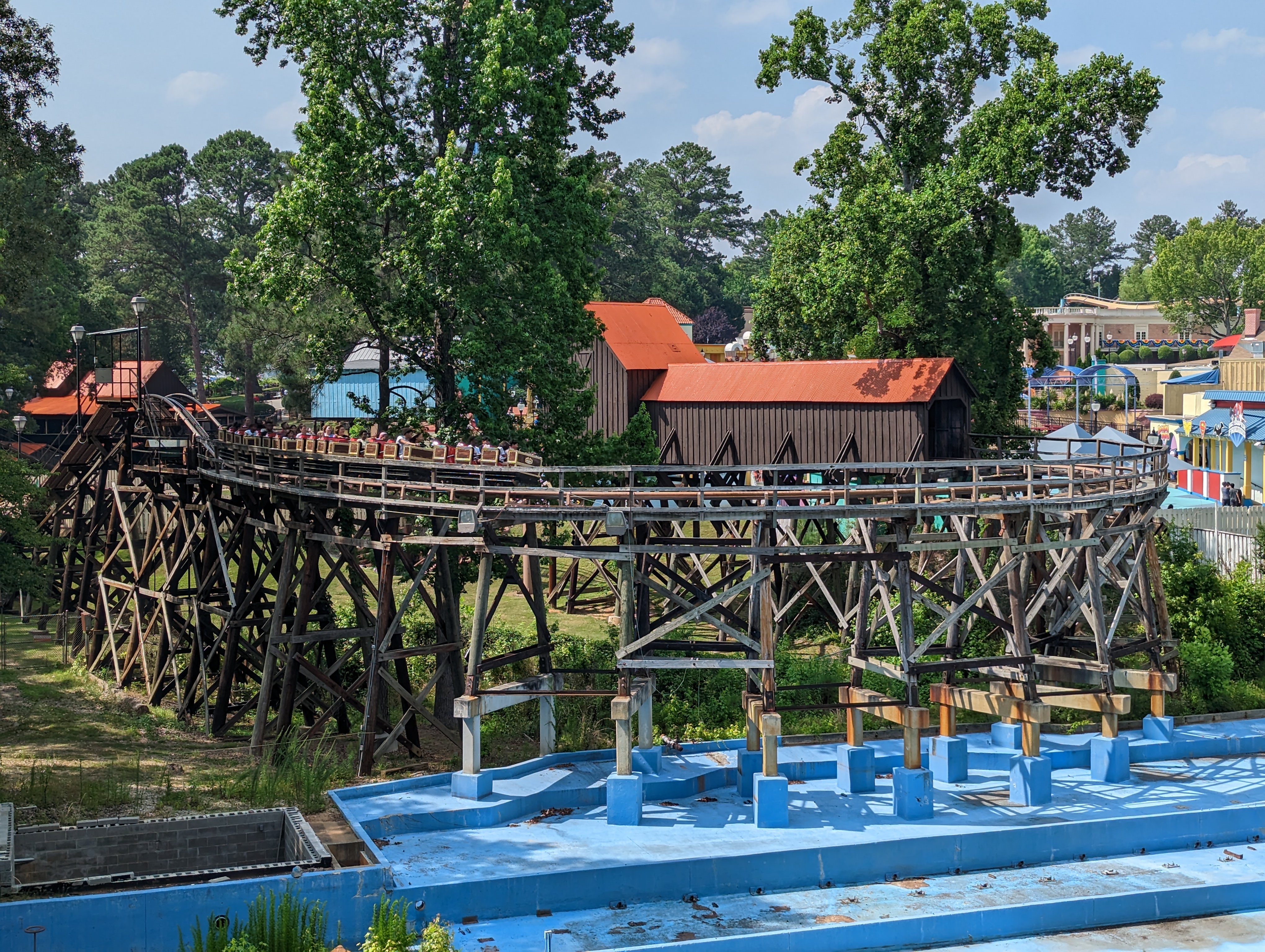
Dahlonega Mine Train
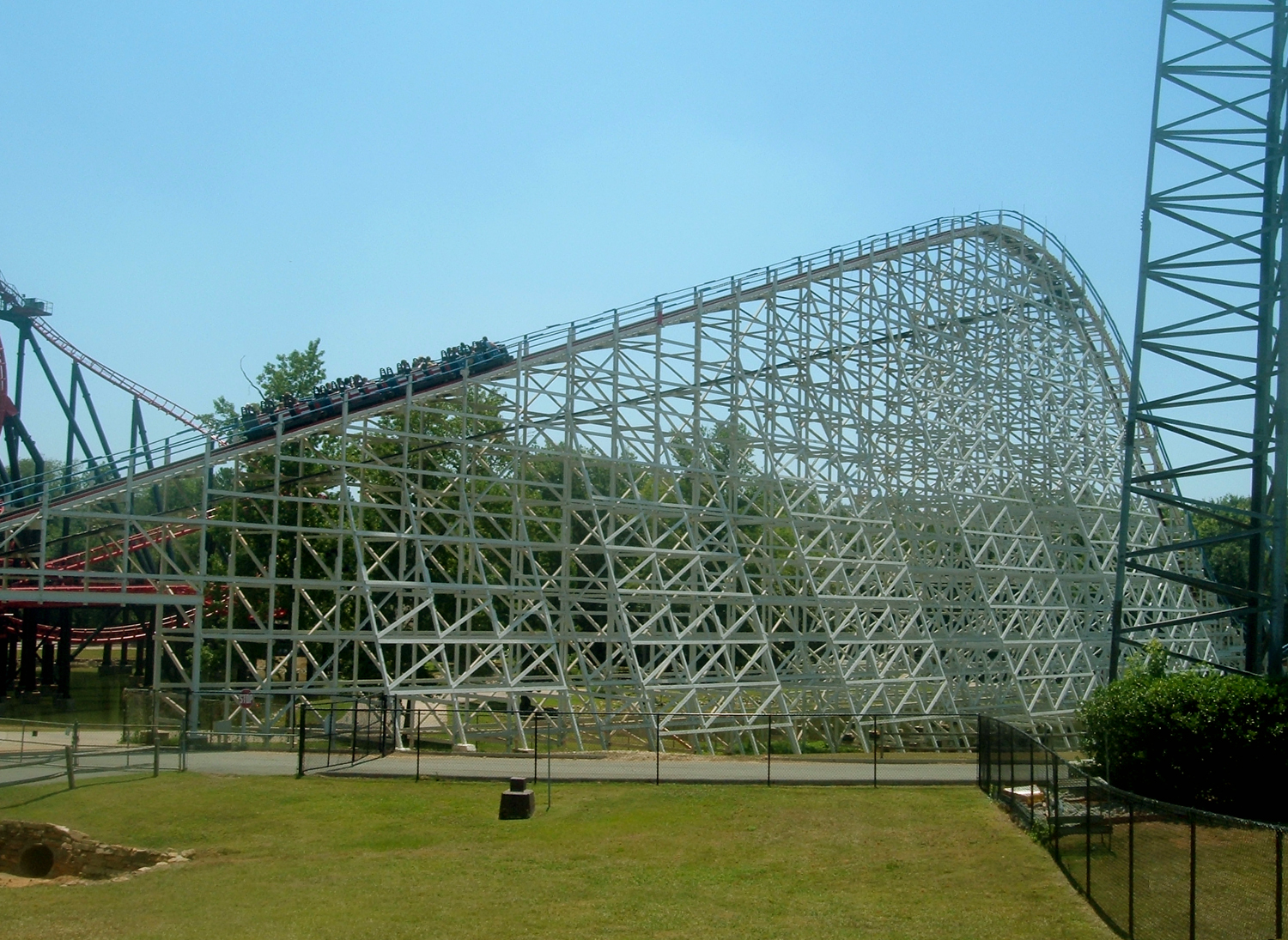
The Great American Scream Machine
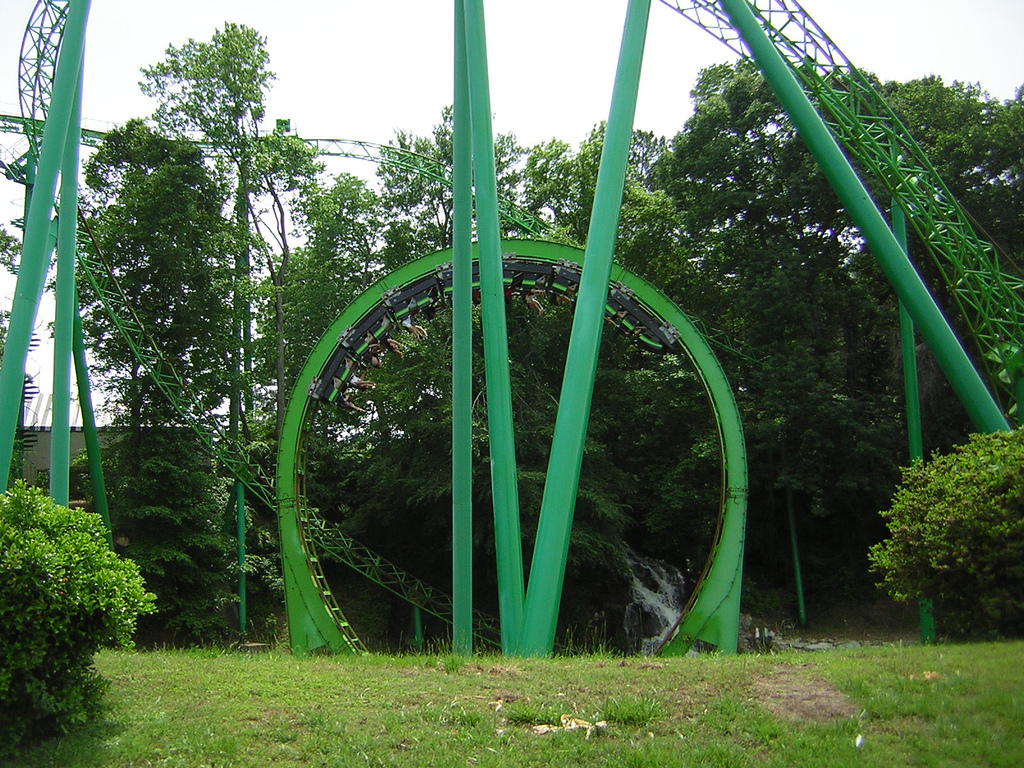
The Riddler Mindbender
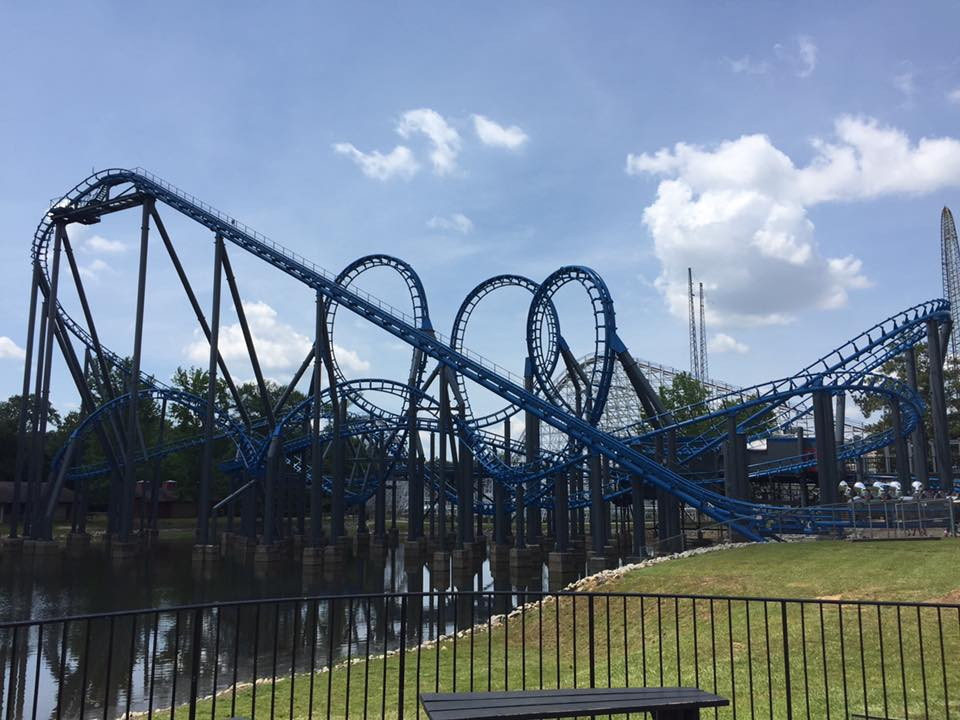
Blue Hawk
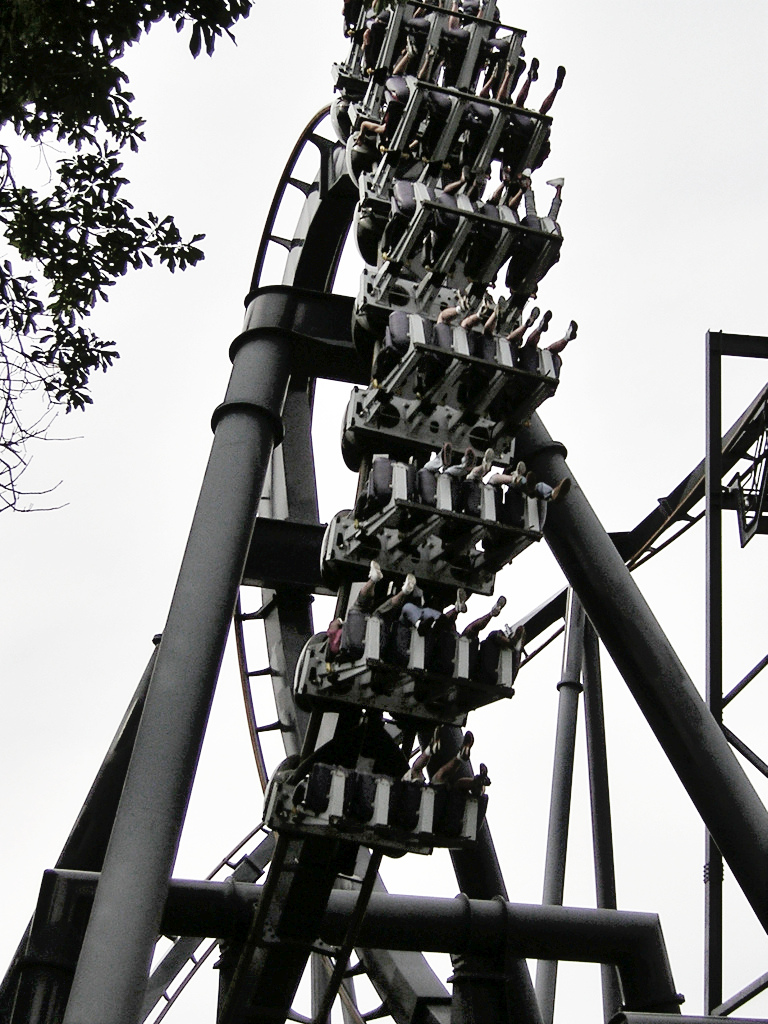
Batman: The Ride
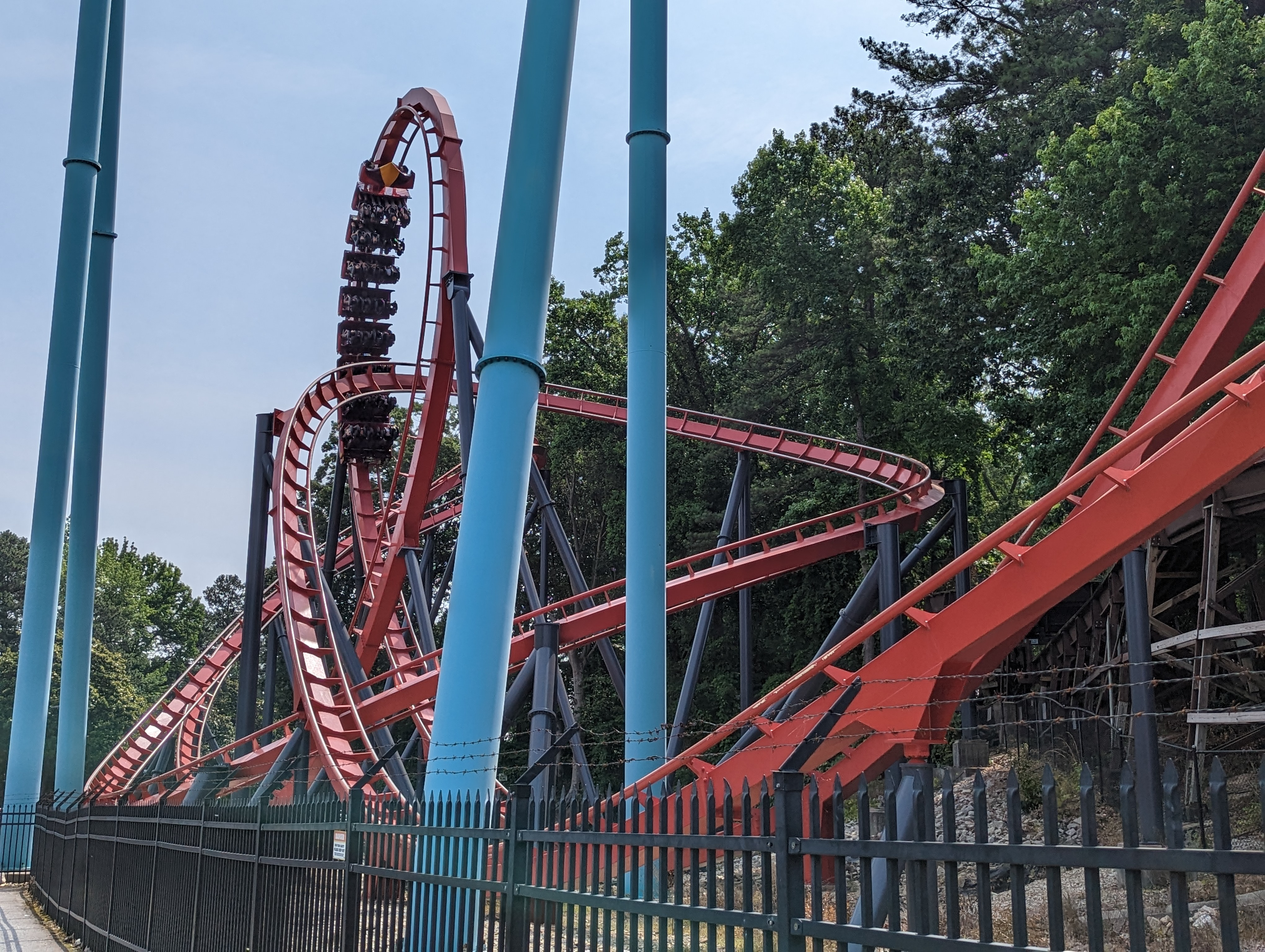
Georgia Scorcher
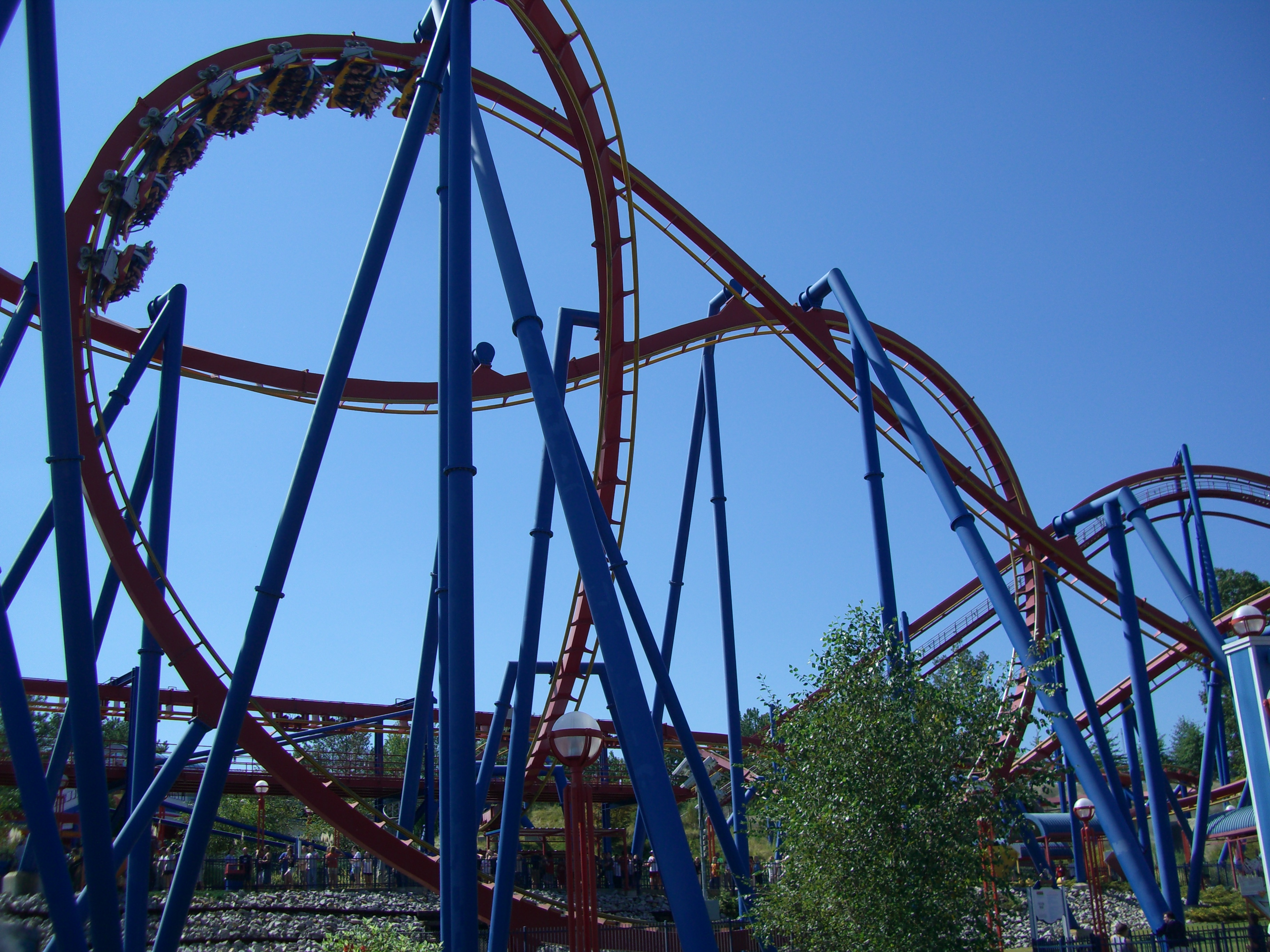
Superman: Ultimate Flight
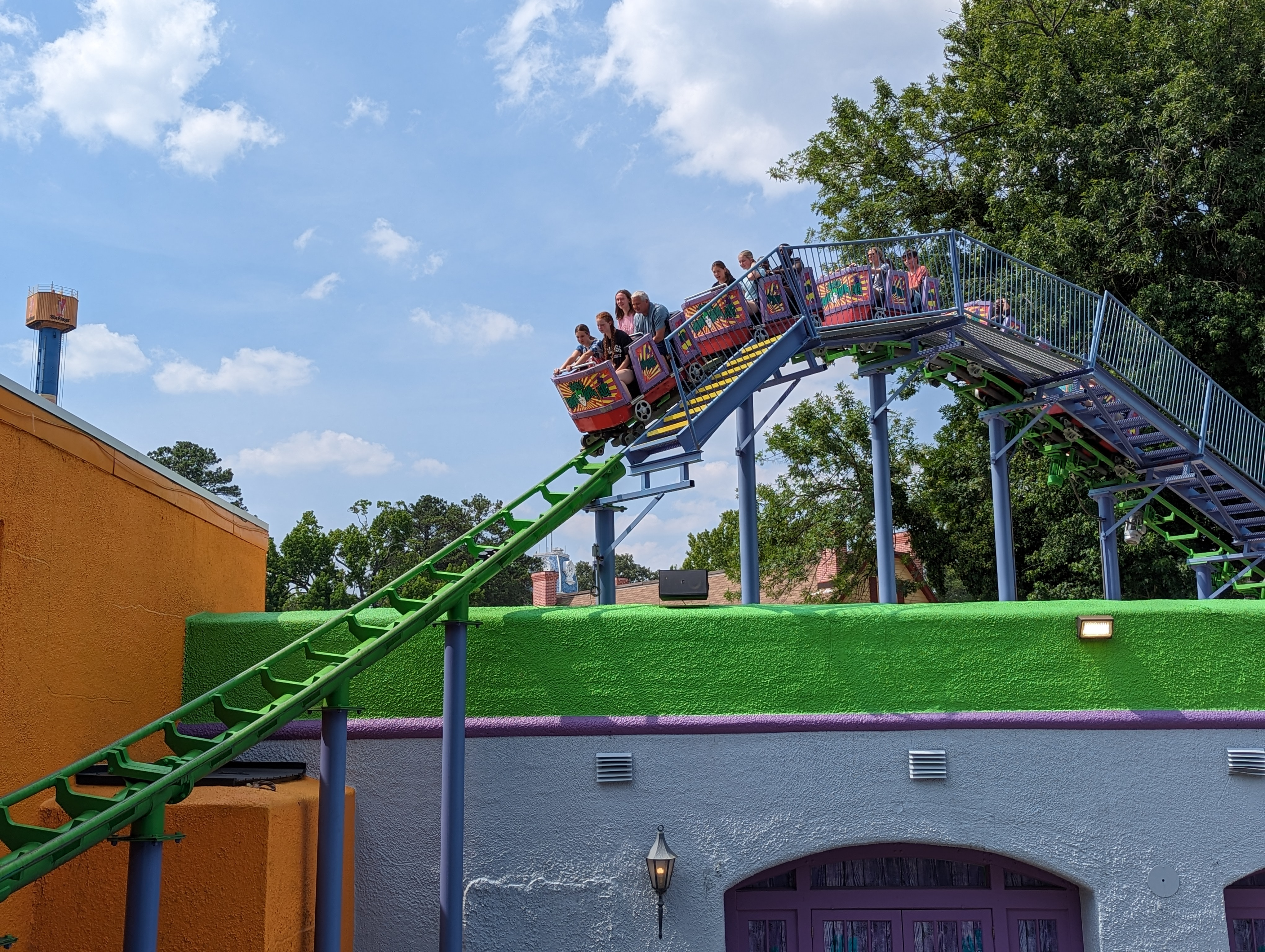
Joker Funhouse Coaster
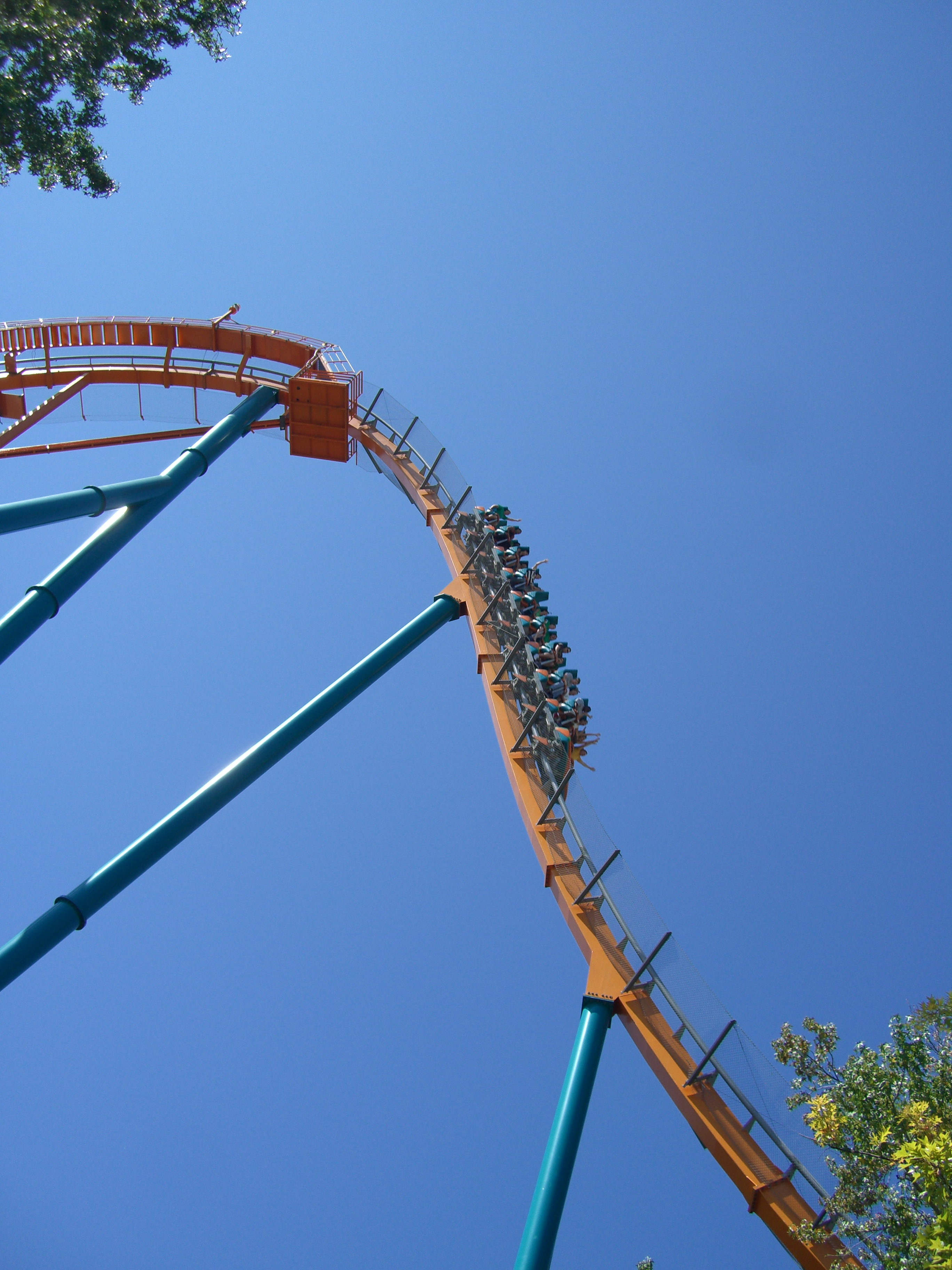
Goliath
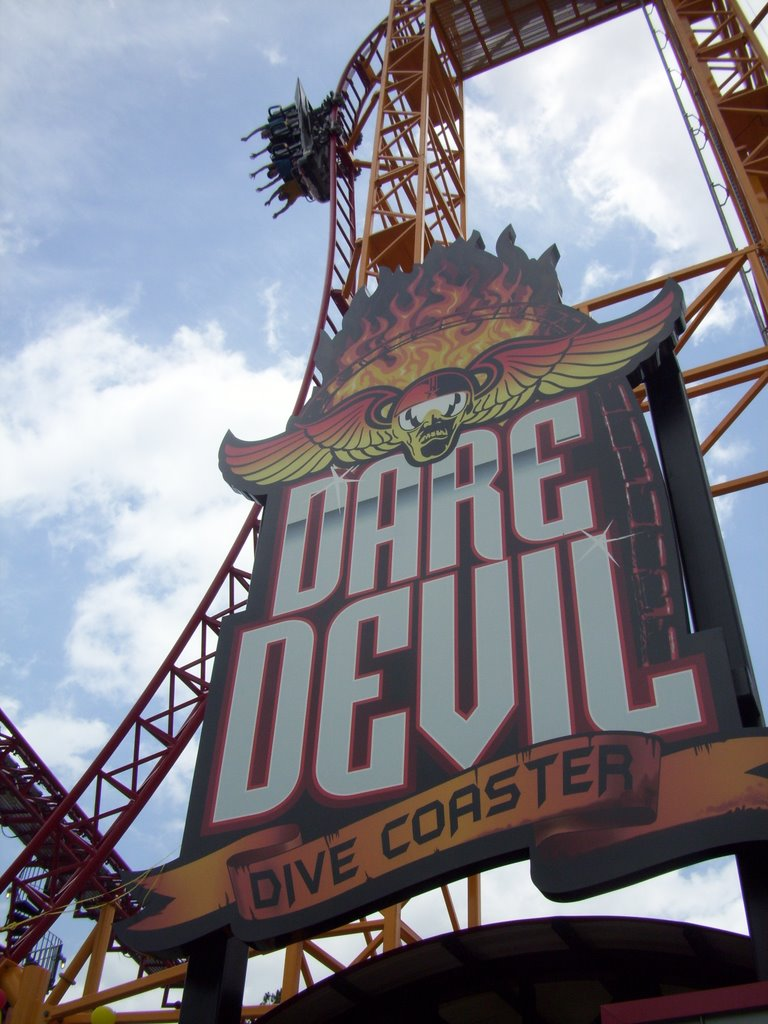
Dare Devil Dive
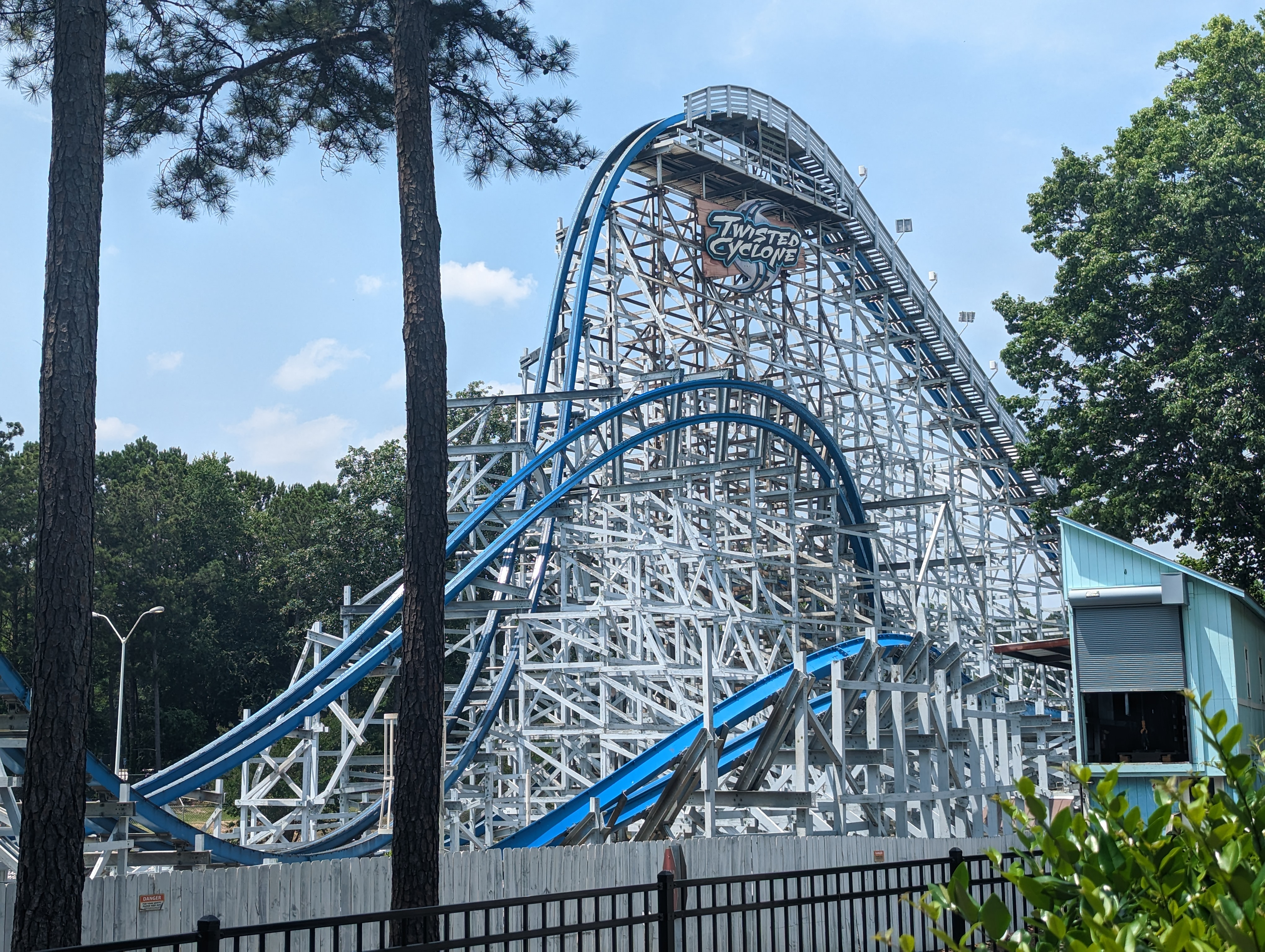
Twisted Cyclone

### Anciennes montagnes russes
| Nom                                         | Type                                                        | Constructeur      | Ouverture             | Fermeture               | Relocalisation Autres informations | Photo |  |
| ------------------------------------------- | ----------------------------------------------------------- | ----------------- | --------------------- | ----------------------- | --- | ----- |  |
| Mini Mine Train Anciennement Yahoola Hooler | Montagnes russes assises en métal Train de la mine          | Arrow Dynamics    | 1967                  | 1988                    | Croisait les voies de Dahlonega Mine Train |       |  |
| Z-Force                                     | Montagnes russes assises en métal                           | Intamin           | 1988                  | 1990                    | Modèle unique de Space Diver d'Intamin. Six Flags Great America sous le nom Z-Force. Six Flags Over Georgia sous le nom Z-Force. Six Flags Magic Mountain sous le nom Flashback. Démoli fin 2007. |       |  |
| Viper                                       | Montagnes russes navette lancées                            | Anton Schwarzkopf | 1995                  | 2001 le 16 septembre    | Six Flags Great America sous le nom Tidal Wave. Six Flags Over Georgia sous le nom Viper. Kentucky Kingdom sous le nom Greezed Lightnin’.                                                         |       |  |
| Déjà Vu                                     | Montagnes russes navette inversées Giant Inverted Boomerang | Vekoma            | 2001 le 1er septembre | 2007                    | Démonté fin 2007 et stocké jusqu'à sa vente. Ouverture prévue en 2011 sous le nom Sky Mountain à Mirabilandia au Brésil Un des cinq exemplaires de Giant Inverted Boomerang au monde              |       |  |
| Georgia Cyclone                             | Montagnes russes en bois                                    | Dinn Corporation  | 1990 en mars          | 2017 le 30 juillet 2017 | Le parcours du Cyclone de Coney Island est repris presque à l'identique. |       |  |

### Attractions aquatiques
- Log Flume (Arrow Dynamics, bûches) - ouvert en 1968.
- Splashwater Falls (Hopkins, Shoot the Chute) - ouvert en 1986.
- Thunder River (Intamin, rivière rapide en bouées) - ouvert en 1982.

### Autres attractions pour adultes
- Gotham City Crime Wave (Zierer, chaises volantes) - ouvert en 2004 ; racheté par le parc Thrill Valley au Japan, ainsi que 4 attractions de Six Flags New Orleans.
- Shake, Rattle & Roll (Eli Bridge, Scrambler) - ouvert en 2004.
- Monster Mansion (parcours scénique) - ouvert en 1981 sous le nom Monster Plantation.
- Rabun Gap Railroad Station (train autour du parc) - ouvert en 1967.
- Marthasville Railroad Station (train autour du parc) - ouvert en 1967.
- Acrophobia (Intamin, stand-up gyro drop tower) - ouvert en 2001.
- Confederate Sky Buckets (Von Roll) - ouvert en 1967.
- Lickskillet Sky Buckets (Von Roll) - ouvert en 1967.
- Wheelie (Schwarzkopf, Enterprise) - ouvert en 1977.
- Dodge City Bumper Cars (Soli, Autos-tamponneuses) - ouvert en 1973.
- The Riverview Carrousel (1908 Philadelphia Toboggan Company, Carrousel) - ouvert en 1972 ; provenant de Riverview Park ; inscrit au Registre national des lieux historiques.
- Rockin' Tug (Zamperla, Rockin' Tug) - ouvert en 2004 ; located in Cotton States section
- Up, Up & Away (Zamperla, Balloon Race) - ouvert en 2004 ; located in Cotton States section
- Hanson Cars (Antique Cars) - ouvert en 1967.
- Skull Island (SCS Interactive Discovery Treehouse/WaterColors with slides from Proslide Technology Inc.) - ouvert en 2005.
- Justice League: Battle for Metropolis (Parcours scénique interactif) - ouvert en 2017.
- Pandemonium (Giant Discovery de Zamperla) - ouvre en 2019.

### Attractions pour enfants
(all located in Bugs Bunny's World)
- Tweety's Clubhouse - (Zamperla, Jumpin' Star – kiddie drop tower) - ouvert en 2001
- Santa Maria (flying dutchman, swings style ride)
- Swing Seville (Zamperla, Swing Ride – kiddie swings)
- Fiesta Wheel (Zamperla, Mini Ferris Wheel - kiddie ride)
- Convoy Grande (kiddie convoy truck ride)
- Little Aviator (kiddie bi-plane ride)
- Flying Bulls (spinning kiddie ride)
- Bugs Bunny's Playfort (kids play area with Bugs Bunny's Carrot Patch)

### Attractions payantes
- Fearman's Manor (Maison hantée).
- Goldtown Racer (J & J Amusements go-karts) - ouvert en 1999.
- Fearless Freeps Dare Devil Dive (Skycoaster) - ouvert en 1996.